# Antonio Ledezma
Antonio Ledezma est un homme politique vénézuélien, né le 1er mai 1955 à San Juan de Los Morros. Avocat de profession, il est un ancien député et un ancien sénateur. Il est maire de Caracas entre 2008 et 2015.

## Biographie

### Gouverneur de Cararas
Il est nommé gouverneur de Caracas en 1992 par le chef de l’État Carlos Andrés Pérez. Le 24 novembre 1992, alors qu'une tentative de coup d’État militaire était en cours, la police intervient dans la prison de Catia et y tue plusieurs dizaines de prisonniers dans ce qui aurait été une tentative d'évasion de ces derniers. 
Selon Antonio Ledezma, la brutalité de l’intervention se justifiait car « la prison de Catia avait un lien avec l’insurrection putschiste, parce qu'il n'y a pas de doute que ce qu'ils cherchaient était de créer le chaos à Caracas et de faire que sortent dans la rue plus de 3 000 prisonniers, et ça il fallait le contrôler, au prix de nombreuses vies ». Au contraire, pour les familles des victimes, les autorités ont usé de la « loi des évasions » (exécutions extrajudiciaires de détenus sous prétexte d'une tentative d'évasion) pour se débarrasser de certains prisonniers. Selon le gouvernement, le nombre de prisonniers abattus s’élèverait à 63, alors que les médias évoquent plus de 200 morts.
Les associations étudiantes se montrent critiques à l'égard de sa gestion en raison de ses « politiques répressives » contre les manifestations étudiantes, provoquant fréquemment des blessés et la mort d'une journaliste.  

### Maire de Caracas
Opposant au gouvernement de Hugo Chávez, il prend régulièrement part à des manifestations antigouvernementales mais n'est pas directement impliqué dans le coup d’État de 2002. Il participe en 2003 à des rassemblements conduits par d'anciens officiers visant à inciter les forces armées à se soulever contre le gouvernement.
Antonio Ledezma est élu maire du grand Caracas en 2008. D'après lui, son bureau est alors pris d'assaut par un groupe armé, 95 % du budget de la ville lui est confisqué et Hugo Chavez nomme un fonctionnaire doté d'une fonction parallèle à la sienne. Réélu en 2013, il est destitué en 2015 puis rétabli en 2017. Il quitte le parti Alliance démocratique pour le parti Alianza Bravo Pueblo, dont il devient le leader. 
Il est en 2014, avec Leopoldo López et la députée María Corina Machado, à l'initiative du mouvement « la Salida » visant à obtenir la démission du président Nicolás Maduro. 
Antonio Ledezma est arrêté le 19 février 2015, accusé de complot contre Nicolás Maduro. Il est incarcéré dans une prison militaire au côté de Leopoldo López, puis placé en résidence surveillée et assigné à domicile à partir d'avril 2015.
À la suite de l'élection de l'Assemblée constituante du 30 juillet 2017 et des troubles entourant l'action du président Maduro, il est de nouveau arrêté par des agents du renseignements, en même temps que cet autre célèbre opposant Leopoldo López dans la nuit du 31 juillet au 1er août 2017. Libéré le 4 août, il est de nouveau assigné à résidence à son domicile.  Il quitte le Venezuela pour la Colombie, puis pour l'Espagne, le 17 novembre 2017. Il appelle ensuite à une action internationale pour renverser Nicolas Maduro, du fait de la crise politique, de la corruption, de la malnutrition et de la pénurie de médicaments. Il est signataire en 2020 de l'appel lancé par Santiago Abascal, le dirigeant du parti espagnol Vox, visant à combattre le communisme dans le monde. L'appel s’entend également comme un premier pas vers la création d'une internationale de la droite radicale afin de mener une « bataille culturelle contre la gauche ».